# William Zouche, 3. Baron Zouche of Haryngworth
William Zouche, 3. Baron Zouche of Haryngworth (auch William III. Zouche oder William la Zouche; * ca. 1340; † 13. Mai 1396) war ein englischer Adliger. 
Er entstammte der Familie Zouche und war der älteste Sohn von William Zouche, 2. Baron Zouche of Haryngworth und Elizabeth Ros. Nach dem Tod seines Vaters 1382 erbte er dessen Titel Baron Zouche und Besitzungen. Er trat in den Dienst des Königs und wurde ein Gefolgsmann von König Richard II. 1384 wurde er der Verleumdung von John of Gaunt beschuldigt, jedoch freigesprochen. 1385 begleitete er den König bei dessen Feldzug nach Schottland. 1388 wurde er auf Einspruch der Lords Appellant wegen seines schlechten Einflusses auf den König des Hofes verwiesen. Ab 1387 durfte er mit königlicher Erlaubnis seinen Wohnsitz Harringworth in Northamptonshire befestigen. 
Vor Oktober 1351 wurde er in erster Ehe mit Agnes Green († nach 1391), einer Tochter von Sir Henry Green verheiratet. Mit ihr hatte er vier Söhne, William (um 1373–1415), John († 1445), Edmund und Thomas. Nach dem Tod seiner Frau heiratete er 1393 Elizabeth, eine Tochter von Edward le Despenser, 1. Baron Despenser, und Witwe von John Arundel, 2. Baron Arundel. Mit ihr hatte er eine Tochter, Eleanor, die John Lovel, 6. Baron Lovel († 1414) heiratete, und einen Sohn, Hugh.
Als er 1396 starb, erbte sein ältester Sohn William seinen Adelstitel als 4. Baron. Er wurde in der Kapelle von Harringworth begraben.